# Paul Bösiger

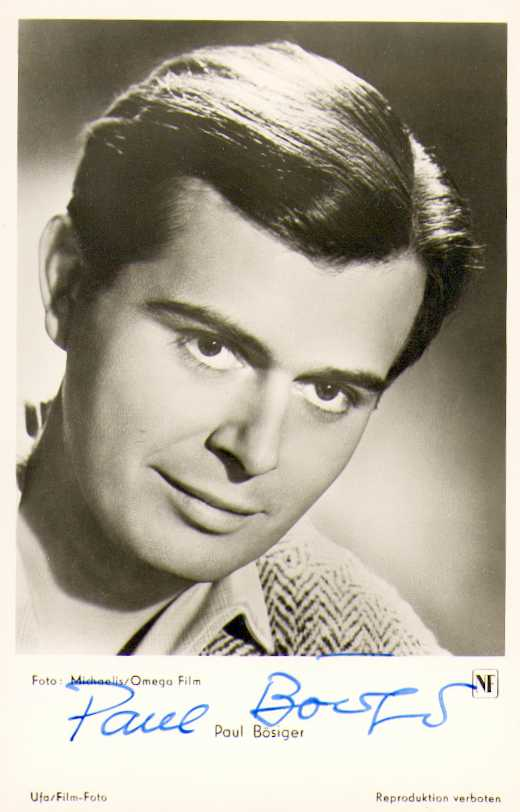
Paul Bösiger

Paul Bösiger (* 22. Januar 1929 in Basel; † 23. Oktober 1977 bei Basel) war ein Schweizer Schauspieler.

## Leben
Der Kaufmannssohn wurde zunächst zur Lehre in der Firestone-Pneufabrik in Pratteln nahe Basel gezwungen. Seiner Theater-Leidenschaft folgend, bewarb er sich 1947 heimlich beim renommierten Bühnendarsteller Ernst Ginsberg, der seinerzeit in Basel wirkte. Auf dessen Empfehlung hin wollte ihn Intendant Kurt Horwitz aufnehmen, allerdings musste er dazu bei den Eltern und beim Ausbilder um Einverständnis beziehungsweise Vertragsauflösung ringen.
Es folgten drei Jahre im Fach des jugendlichen Helden am Theater Basel. Dann wechselte er zusammen mit seinen beiden Mentoren für weitere drei Jahre nach Zürich. Von Ginsberg wurde er 1954 gewissermaßen in die Unabhängigkeit entlassen, indem er ihn nach Darmstadt vermittelte. So siedelte er sich mit seiner Frau und den zweijährigen Zwillingen am Fuße der Künstlerkolonie Mathildenhöhe an. Doch von dort zog es ihn nach Beginn seiner Filmkarriere 1956 weiter nach München, unterbrochen von einer Spielzeit in Berlin (Haus der Freien Volksbühne im Theater am Kurfürstendamm). Über eine weitere Zwischenstation, nämlich 1962 Freiburg, kam er 1969 an die Städtischen Bühnen Nürnberg. Dort verkörperte er oft undurchsichtige, vielschichtige Charaktere wie Feste, den Narren in Shakespeares Was ihr wollt oder Goethes Mephisto. Darüber hinaus übernahm er ab 1972 auch Bühnenregie („Draussen vor der Tür“ von Wolfgang Borchert, „Julia“ von August Strindberg u. a. m.).
1954 gab Paul Bösiger neben Hans Söhnker in der Komödie Ihre große Prüfung sein Spielfilmdebüt. Im selben Jahr folgte sein großer Durchbruch im ersten Teil der 08/15-Trilogie nach Hans Hellmut Kirst. Als Kanonier Vierbein verkörperte Bösiger einen der Sympathieträger des Films, der sich ewigen Schikanen durch den Spieß (Emmerich Schrenk) und „Schleifer“ Platzek (Hans Christian Blech) ausgesetzt sieht und in der Fortsetzung 08/15 – Zweiter Teil (1955) letztlich den Tod findet. Im folgenden Jahr stand Bösiger für das Drama Weil du arm bist, musst du sterben mit seinen 08/15-Kollegen Hans Christian Blech, Rudolf Rhomberg und Peter Carsten erneut vor der Kamera. Daneben spielte er neben Curd Jürgens und Lilli Palmer im Drama Teufel in Seide, neben O. E. Hasse in Heinz G. Konsaliks Der Arzt von Stalingrad, in William Dieterles Antigone-Verfilmung (mit Joana Maria Gorvin) und Nackt wie Gott sie schuf nach Johannes Mario Simmel. Außerdem spielte Bösiger in Fernsehproduktionen wie dem mehrteiligen Drama Der seidene Schuh (mit Maximilian Schell).
Am 23. Oktober 1977 starb Paul Bösiger in einer Klinik nahe seiner Schweizer Heimatstadt nach langer und schwerer Krankheit im Alter von nur 48 Jahren. Sein Grab befindet sich auf dem Friedhof von Origlio. Paul Bösiger und seine Frau Margherita hatten drei Kinder, darunter den Sohn Johannes, der als Filmkritiker der „Neuen Zürcher Zeitung“ sowie Drehbuchautor und Produzent (u. a. „Kinder der Landstrasse“, 1992) arbeitete.  

## Filmografie (Auswahl)
- 1954: Ihre große Prüfung
- 1954: 08/15
- 1955: 08/15 Zweiter Teil
- 1955: Sohn ohne Heimat
- 1956: Weil du arm bist, mußt du früher sterben
- 1956: Teufel in Seide
- 1956: Beichtgeheimnis
- 1957: Der schönste Tag meines Lebens
- 1958: Der Arzt von Stalingrad
- 1958: Nackt wie Gott sie schuf
- 1958: Taiga
- 1958: Eine Rheinfahrt, die ist lustig (Zum goldenen Ochsen)
- 1959: Die feuerrote Baronesse
- 1962: Antigone
- 1964: Sie schreiben mit (TV-Serie) – Ein schwarzer Tag
- 1965: Der seidene Schuh
- 1966: Sie schreiben mit (TV-Serie) – Der dumme August
- 1970: Emilia Galotti

## Hörspiel (Auswahl)
- 1959: Georges Simenon: Maigret und seine Skrupel, Regie: Gert Westphal